# Ratto di Ganimede (Gabbiani)
Il Ratto di Ganimede è un dipinto di Anton Domenico Gabbiani, conservato alla Galleria degli Uffizi di Firenze.

## Descrizione
Si narra nell'Iliade che Giove, invaghitosi di Ganimede, sotto le spoglie di un'aquila si sia impadronito del giovanetto che stava pascolando le pecore sulle pendici del monte Ida. Questo soggetto ha interessato molti pittori, tra cui Rubens, Correggio e Rembrandt.
L'opera pittorica di Gabbiani, presentata ancora nella sua originale cornice seicentesca, sagomata, intagliata e dorata, fu eseguita su commissione del principe Ferdinando de' Medici, arrivò nel 1700 a Palazzo Pitti e in data imprecisata, ma nel corso del Settecento, fu assegnata agli Uffizi. Nell'Ottocento era esposta nella sala dell'Ermafrodito. 
Il Ratto di Ganimede è citato nell'opera di Ignazio Enrico Hugford, primo biografo di Gabbiani e suo allievo.
Il dipinto mostra il volo di una enorme, vorace aquila nera (Giove) che con il becco e gli artigli stringe il corpo di un giovane (Ganimede). Anton Domenico Gabbiani, formatosi sulla scia del barocco e del classicismo romano, in particolare sulle studio di opere di Pietro da Cortona e di Carlo Maratta, col trascorrere del tempo mostrò uno stile eclettico, riscontrabile anche nei ritratti eseguiti alla corte dei Medici, in particolare quelli di Cosimo III de' Medici e del principe Ferdinando. Durante una permanenza a Venezia, nel 1699, affinò ulteriormente la sua sensibilità coloristica, aprendosi a rappresentazioni atmosferiche. Con velocità e facilità di tocco attingeva ad una completa tavolozza di tinte, ora fosche, ora morbide e luminose.

### Esposizioni
- Mostra della pittura italiana del Settecento, Venezia, 1929.